# Maximilian Wengler

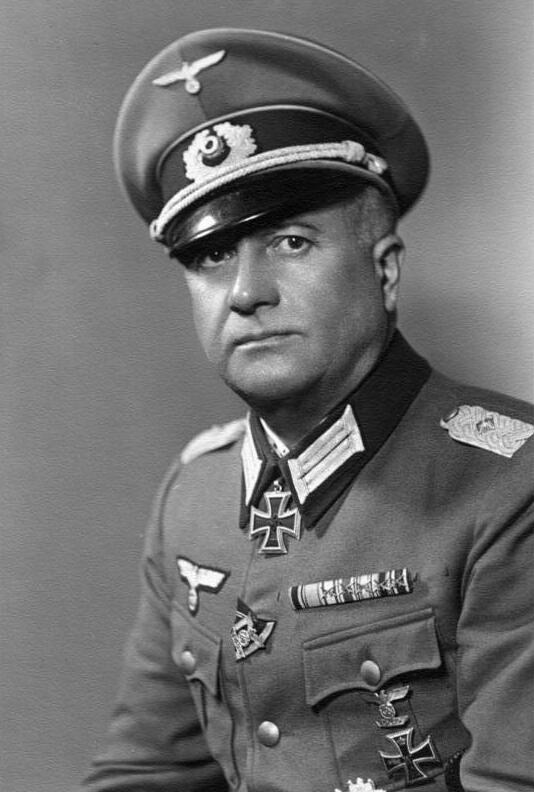
Maximilian Wengler (1942)

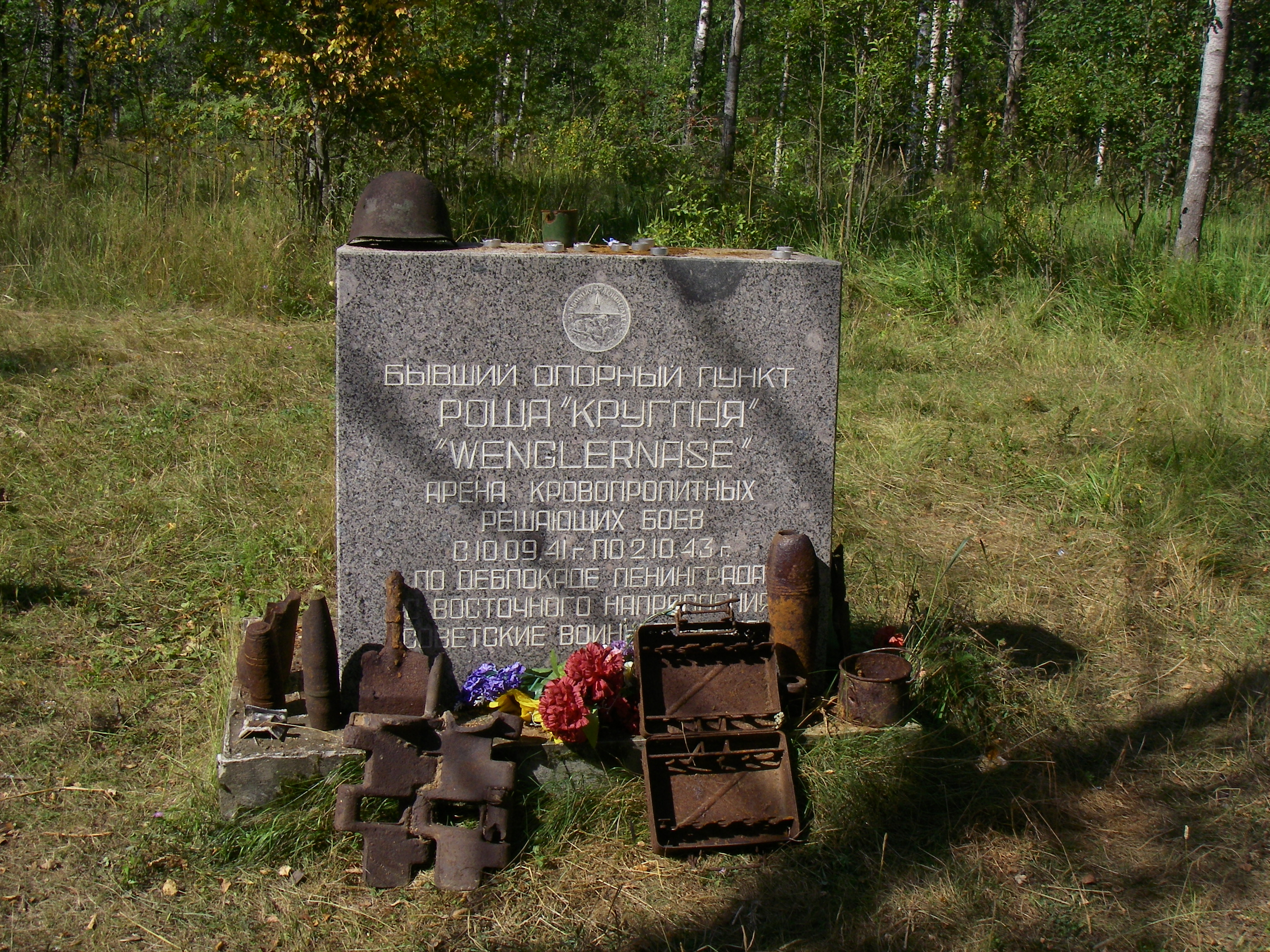
Heutiger Gedenkstein im Gelände der ehemaligen “Wenglernase”

Paul Moritz Maximilian Wengler (* 14. Januar 1890 in Roßwein; † 25. April 1945 bei Pillau-Neutief) war ein deutscher Generalmajor der Reserve im Zweiten Weltkrieg. In der Zwischenkriegszeit war er Versicherungsdirektor.

## Leben
Maximilian war eines von vier Kindern der Eheleute Max Wengler und Bertha Emilie, geborene Kruspe.
Wengler trat am 28. November 1909 in das 9. Infanterie-Regiment Nr. 133 der Sächsischen Armee in Zwickau ein und wurde dort am 15. August 1910 zum Leutnant befördert. Mit Ausbruch des Ersten Weltkriegs und der Mobilmachung rückte er mit seinem Regiment im Verband mit der 4. Infanterie-Division Nr. 40 über das neutrale Belgien in Frankreich ein. Während der Schlacht an der Marne konnte er sich trotz Verwundung am Bein bei Somme-Py sowie Vitry-le-François bewähren. Für seine Verdienste wurde Wengler am 15. Oktober 1914 durch den sächsischen König Friedrich August III. mit dem Ritterkreuz des Militär-St.-Heinrichs-Ordens beliehen.
Nach Kriegsende und der Demobilisierung seines Regiments schied Wengler am 25. Februar 1919 als charakterisierter Hauptmann aus dem Militärdienst.
In den Zwischenkriegsjahren arbeitete Wengler als Filialdirektor der Allianz-Versicherung in Essen.
Im Zuge der Allgemeinen Mobilmachung im August 1939 anlässlich des Zweiten Weltkriegs wurde Wengler als Hauptmann der Reserve für das Heer (Wehrmacht) reaktiviert und dem Infanterie-Regiment 40 in Augsburg zugeteilt, wo man ihn als Kompaniechef verwendete. Im Rahmen der 27. Infanterie-Division nahm er mit diesem Regiment am Überfall auf Polen und im Frühjahr 1940 am Westfeldzug teil. Nach Beendigung des Frankreichfeldzuges stieg er innerhalb seines Regiments, welches bis November 1940 dort als Besatzungstruppe verblieb, zum Bataillonskommandeur auf. Nach der Auflösung der 27. Infanterie-Division wurde Wenglers Regiment der 227. Infanterie-Division zugeteilt. Diese Division lag bis etwa September 1941 am Küstenbereich der Normandie zur Küstensicherung. In diesem Zeitraum wechselte Wengler als Bataillonskommandeur zum Infanterie-Regiment 366 über, das mit der 227. Infanterie-Division im Bereich der Heeresgruppe Nord bis nach Leningrad vorstieß und dort am Beginn der Leningrader Blockade beteiligt war.
Das seit dem Sommer 1942 von Oberstleutnant Wengler geführte Infanterie-Regiment 366 spielte eine Schlüsselrolle in der Verteidigung der deutschen Stellungen vor Leningrad. Ungewöhnlich ist, dass Wenglers Name selbst in zeitgenössischen sowjetischen Berichten auftaucht und er als harter Gegner beschrieben wurde. Als die Rote Armee am 19. August 1942 während der Ersten Ladoga-Schlacht durch die deutschen Linien brach, gelang es Wengler, sich mit seinem Regiment in einem Stützpunkt nördlich des Einbruchs bei Gaitolowo zu behaupten. Obwohl die Einheit zeitweise eingekesselt wurde, gelang es den Sowjets nicht, ihren Einbruch zu verbreitern. Dies war eine wichtige Voraussetzung für das Gelingen eines deutschen Gegenangriffs, der zur Einkreisung der Verbände der Roten Armee führte. Auch in den folgenden Monaten blieb dieser Frontbogen als „Wengler-Nase“ in den Karten verzeichnet. Wengler selbst wurde für seinen Anteil in diesen Kämpfen am 6. Oktober 1942 mit dem Ritterkreuz des Eisernen Kreuzes ausgezeichnet. Später erhielt er als Oberst am 22. Februar 1944 das Eichenlaub zum Ritterkreuz des Eisernen Kreuzes (404. Verleihung) sowie am 21. Januar 1945 die Schwerter (123. Verleihung), was ihn zu einem der 148 höchstdekorierten Soldaten der Wehrmacht machte.
Am 15. Oktober 1942 wurde sein Regiment in das Grenadier-Regiment 366 umbenannt, dessen Kommandeur er blieb. Nach dem Rückzug im Januar/Februar 1944 leitete Wengler eine umsichtige Verteidigung an der Narva, was zu hohen Verlusten auf Seiten der Roten Armee führte. In Anerkennung dieser Leistung wurde Wengler am 11. Mai 1944 zum Kommandeur der 227. Infanterie-Division ernannt. Im Wehrmachtbericht wurde Wengler für das Abwehrverhalten seiner Division bei Liepna am 3. August 1944 namentlich erwähnt.
Die Division stand, im Druck der sowjetischen Offensiven, im Rahmen der 18. Armee, später der 16. Armee zunächst noch im Raum Pskow und wurde dann über Livland allmählich Richtung Kurland abgedrängt. Ab Februar 1945 unterstand Wenglers Division der Heeresgruppe Weichsel. Am 27. März 1945 wurde Wengler unter Beförderung zum Generalmajor d. R. (mit RDA vom 1. Oktober 1944) zum Kommandeur der 83. Infanterie-Division und Nachfolger von Generalleutnant Wilhelm Heun ernannt. Dies war insoweit erstaunlich, als es in der Wehrmacht lediglich 15 Reserveoffiziere gab, die einen Generalsrang erreichten. Bei den Kämpfen um Pillau wurde Wengler während eines Luftangriffes durch die Detonation einer abgeworfenen Fliegerbombe am 25. April 1945 getötet. Sein Nachfolger wurde Oberst Hellmuth Raatz, der bereits einen Tag später, am 26. April 1945 vor der Roten Armee kapitulierte.